# Сон в летнюю ночь
«Сон в ле́тнюю ночь» (англ. A Midsummer Night's Dream) — комедия Уильяма Шекспира в 5 актах. Считается, что она была создана в промежутке между 1594 и 1596 годами. Не исключено также, что Шекспир написал её специально к свадьбе некоего аристократа или к празднованию королевой Елизаветой I дня св. Иоанна Крестителя (в западной традиции, как и Иван Купала в дохристианской восточнославянской, сопровождаемого народными поверьями).
Действие пьесы происходит в Афинах и состоит из нескольких сюжетных линий, обращающихся вокруг свадьбы Тесея и Ипполиты. Один из сюжетов завязан на конфликте между 4 влюблёнными из Афин. Другой развивается вокруг группы из 6 актёров-любителей, репетирующих пьесу, которую должны поставить перед свадьбой. Обе группы оказываются в лесу, населённом феями, манипулирующими людьми и занимающимися своими домашними интригами. Пьеса является одной из самых популярных пьес Шекспира и часто ставится.

## Действующие лица
- Тесей, герцог афинский
- Эгей, отец Гермии
- влюблённые в Гермию
  - Лизандр
  - Деметрий

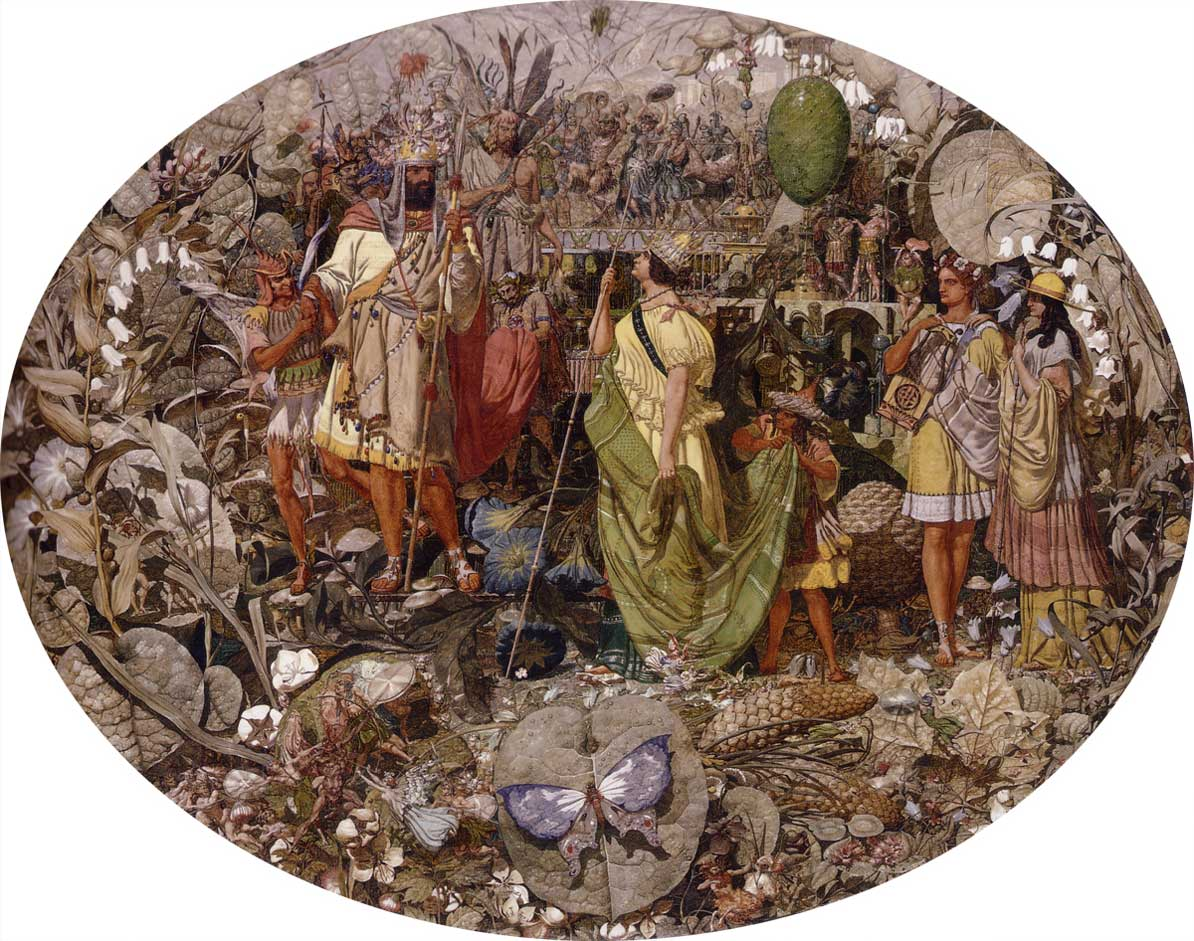
Ричард Дадд. Спор: Оберон и Титания, 1854—1858

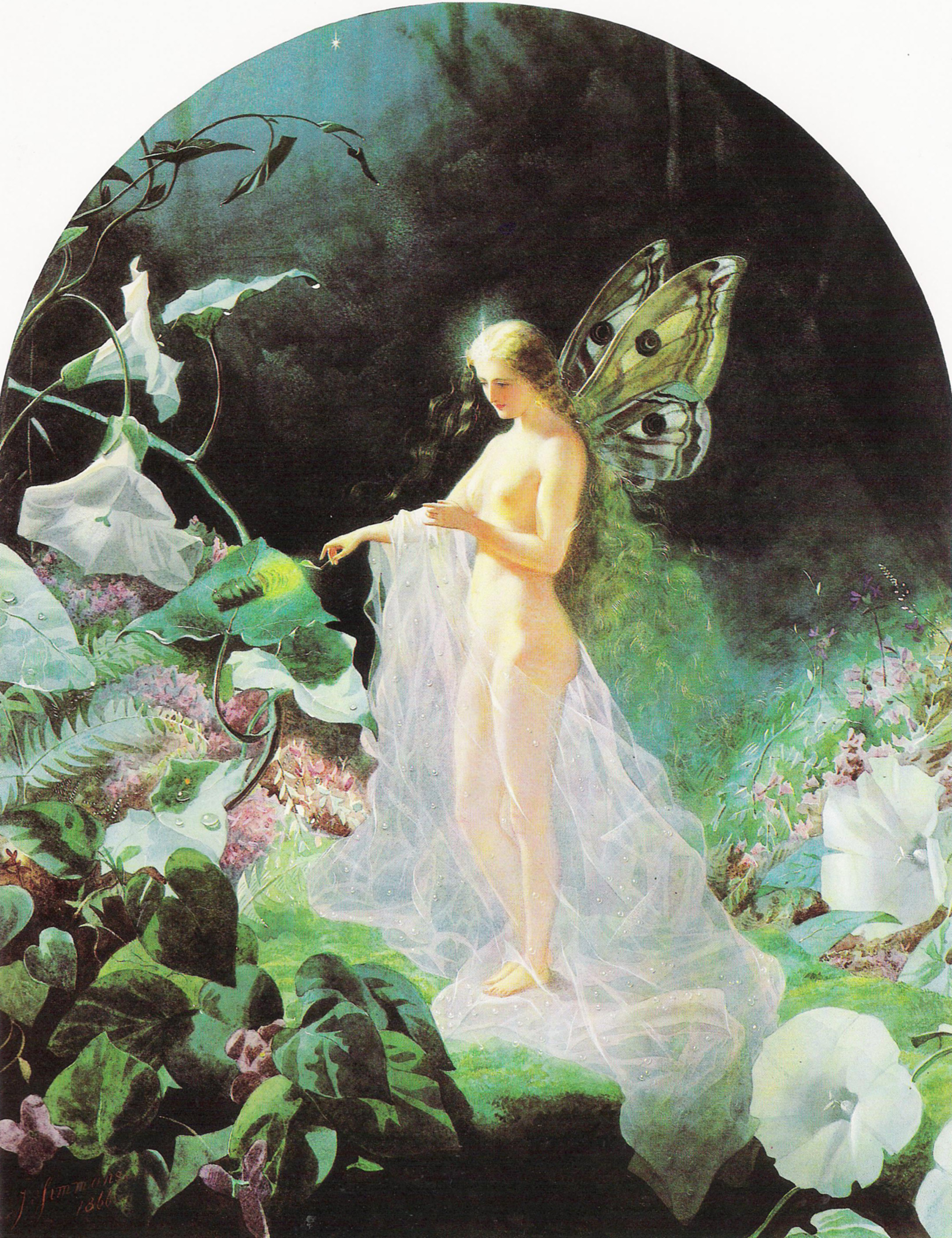
Джон Симмонс. Титания.

- Филострат, распорядитель увеселений при дворе Тесея
- Пигва[англ.], плотник
- Мигва, столяр
- Основа, ткач
- Дудка, починщик раздувальных мехов
- Рыло, медник
- Заморыш, портной
- Ипполита, царица амазонок, обручённая с Тесеем
- Гермия, дочь Эгея, влюблённая в Лизандра
- Елена, влюблённая в Деметрия
- Оберон, царь фей и эльфов
- Титания, царица фей и эльфов
- Пак, или Плутишка Робин, маленький эльф
- эльфы
  - Душистый Горошек
  - Паутинка
  - Мотылёк
  - Горчичное Зерно
  - Феи и эльфы, покорные Оберону и Титании, свита

Место действия — Афины и лес поблизости.

## Сюжет
В пьесе присутствуют три пересекающиеся сюжетные линии, связанные между собой грядущей свадьбой герцога Афинского Тесея и царицы амазонок Ипполиты.

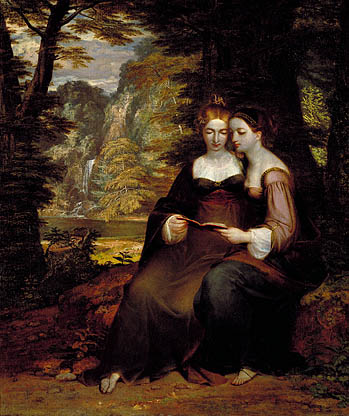
Гермия и Елена, Уошингтон Оллстон, 1818 г.

Двое молодых людей, Лизандр и Деметрий, добиваются руки одной из красивейших девушек Афин, Гермии. Гермия любит Лизандра, но отец запрещает ей выйти за него замуж, и тогда влюблённые решают бежать ночью из Афин, чтобы обвенчаться там, где их не смогут найти. Подруга Гермии, Елена, из любви к Деметрию выдаёт ему беглецов. Взбешённый Деметрий бросается за ними в погоню, Елена устремляется за ним. В сумерках леса и лабиринте их любовных взаимоотношений с ними происходят чудесные метаморфозы. По вине лесного духа Пака, спутавшего двух афинян, волшебное зелье заставляет их хаотически менять предметы любви. В один момент Лизандр влюбляется в Елену и бросает Гермию. Заметив ошибку Пака, Оберон капает в глаза Деметрию волшебным зельем, после чего начинается борьба за Елену. Елена, думая, что это всё насмешка, обижается на них обоих, а Гермия начинает ревновать возлюбленного к подруге. Тогда ошибка Пака угрожает жизни героев, но дух всё исправляет, и молодым людям кажется, что всё произошедшее с ними было сном. Эта сюжетная линия заканчивается свадьбой Елены и Деметрия, Гермии и Лизандра.
Между Обероном и Титанией возникает спор из-за малыша-подменыша, похищенного у индийского султана (существовало поверье, что феи похищают у обычных женщин их новорождённых детей и подкидывают своих младенцев). Оберон требует от Титании отдать мальчика ему в пажи (II, 120—121), Титания непреклонна в своём отказе мужу, так как мать мальчика была её подругой (II, 136—137). В ссоре Титания обвиняет своего супруга в измене с Ипполитой, а он её — в связи с Тесеем. 

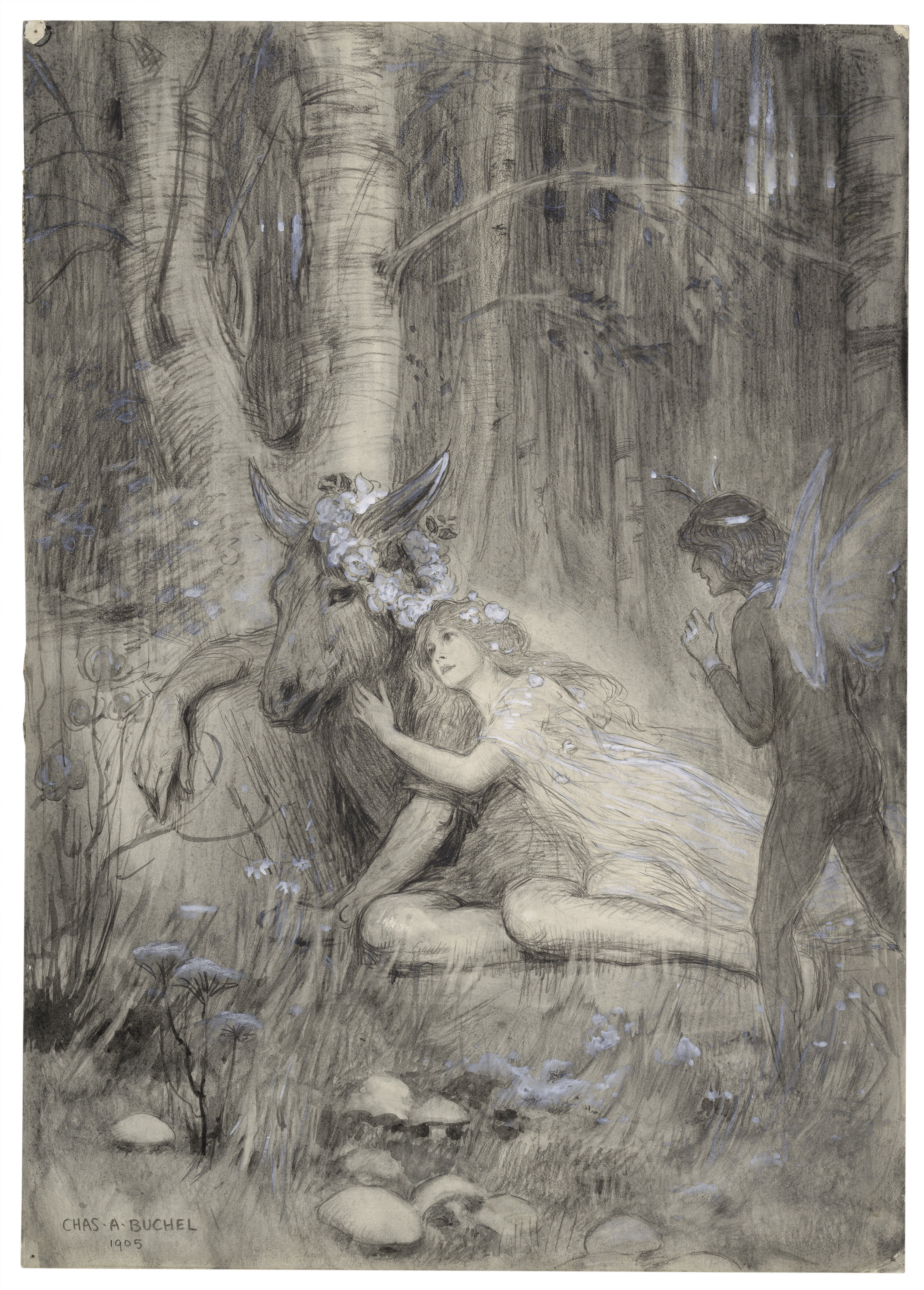
Рисунок Пака, Титании и Основы в «Сне в летнюю ночь» из акта III, сцена II, художник Шарль Бюшель, 1905 г.

Одновременно с этим группа афинских ремесленников готовит к свадебному торжеству пьесу о несчастной любви Фисбы и Пирама и отправляется в лес репетировать. Когда они комично играют трагическую пьесу, по вине Пака Основа, ткач, в пьесе играющий Пирама, возвращается к другим актёрам с ослиной головой, все его пугаются и убегают. Оберон даёт задание шкодливому Паку найти волшебное любовное зелье и окропляет глаза спящей Титании, чтобы она влюбилась в первого, кого увидит после пробуждения. Проснувшись, Титания видит Основу, влюбляется в него и проводит с ним время. В этот момент Оберон вновь просит отдать ему ребёнка и Титания, охваченная любовными чувствами, отдаёт. После этого Оберон даёт ей противоядие. Титания не верит, что могла полюбить такого, как Основа, она мирится с супругом. Перед Основой открывается необыкновенный мир эльфов и фей, но когда всё заканчивается, он думает, что это был сон.

## Датировка и текст

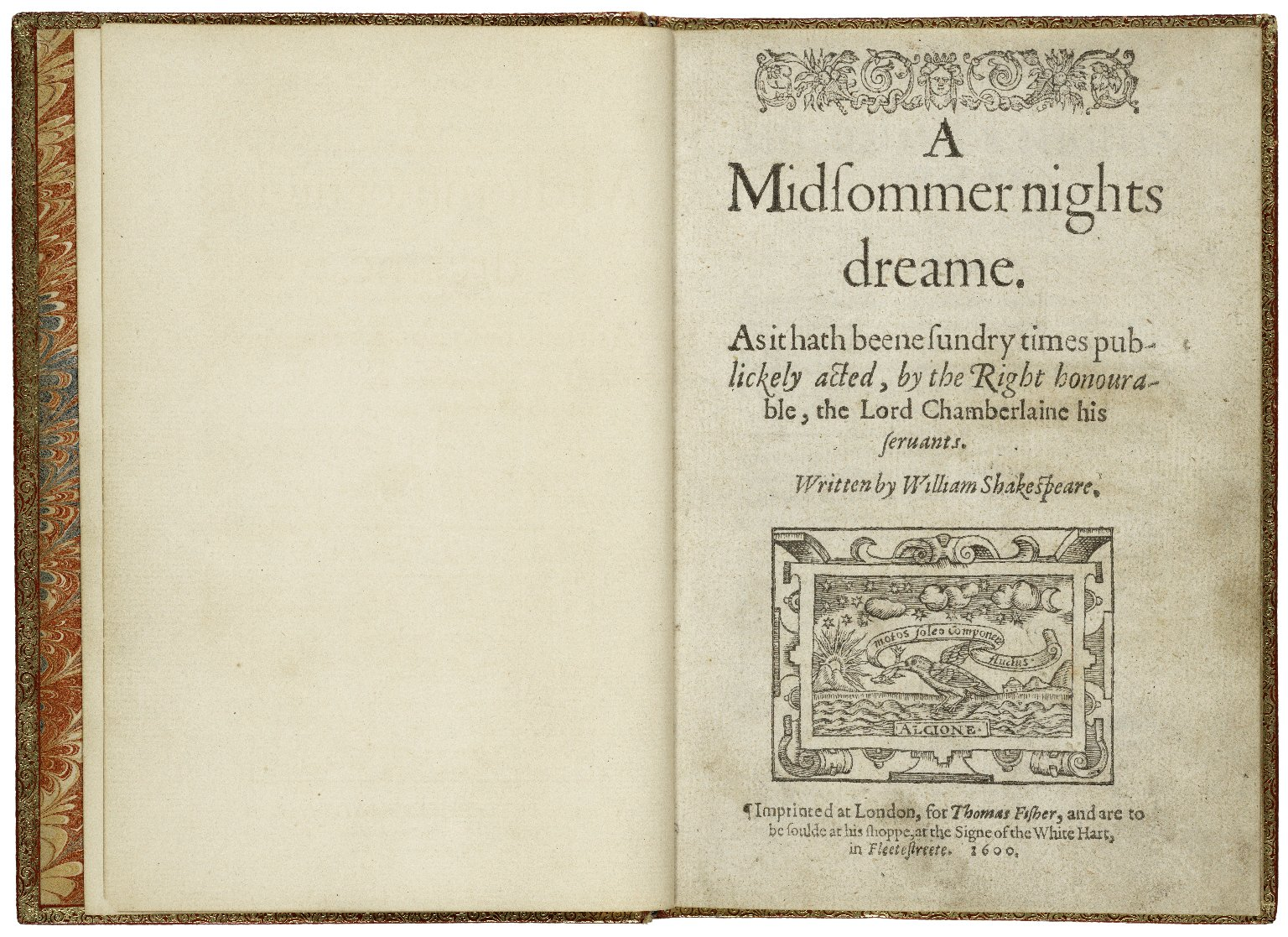
Титульный лист из первого кварто, напечатанного в 1600 г.

Пьеса была внесена в Реестр компании канцелярских товаров 8 октября 1600 г. книготорговцем Томасом Фишером, опубликовавшим первое издание в том же году. Второе кварто было напечатано в 1619 г. Уильямом Джаггардом в качестве части его т.н. Ложного фолио. Затем пьеса появилась в печати в Первом фолио 1623 г. На титульном листе первого кварто сообщается, что до 1600 г. пьеса «несколько раз публично ставилась» (sundry times publickely acted). Первое точно известное представление состоялось в Хэмптон-Корте 1 января 1604 г/ в качестве прелюдии к «Маске индийских и китайских рыцарей».

## Темы и мотивы

### Счастье влюблённых
В Древней Греции, задолго до создания христианских празднований Дня Святого Иоанна, летнее солнцестояние отмечалось Адониями, праздником, посвящённым смерти Адониса, смертного возлюбленного богини Афродиты. Согласно «Метаморфозам» Овидия, Афродита взяла осиротевшего младенца Адониса в подземный мир для того чтобы его воспитала Персефона. Он вырос красивым юношей, и когда Афродита вернулась забрать его, то Персефона не захотела его отпускать. Зевс разрешил спор, отведя Адонису одну треть года с Персефоной, одну треть года – с Афродитой, а оставшуюся треть по своему усмотрению. Адонис решил проводить две трети года со своей любовницей Афродитой. Он истекал кровью на руках своей возлюбленной после того, как его забодал кабан. В мифологии есть различные истории, приписывающие цвет тех или иных цветов окрашенности кровью Адониса или Афродиты.
История Венеры и Адониса была хорошо известна в елизаветинскую эпоху и послужила источником вдохновения для многих произведений, в т.ч. и чрезвычайно популярной повествовательной поэмы Шекспира «Венера и Адонис», написанной в то время, когда лондонские театры были закрыты из-за чумы. Она была опубликована в 1593 г.
Свадьба Тесея и Ипполиты, ошибшиеся и заблудившиеся любовники, Титания и Основа, и даже актёрская труппа моделируют различные аспекты и формы любви.

### Карнавальность
Дэвид Уайлс из Лондонского университета, и Гарольд Блум из Йельского университета решительно поддерживают чтение этой пьесы как разработку темы карнавальности, вакханалий и сатурналий. В 1998 г. Дэвид Уайлс сказал, что: «отправной точкой моего анализа будет предположение о том, что, хотя мы и знакомимся со «Сном в летнюю ночь» как с текстом, но исторически он являлся частью аристократического карнавала. Он был написан для свадьбы, и он является частью праздничной структуры первой брачной ночи. Зрители, увидевшие спектакль в общественном театре в последующие месяцы, стали замещающими участниками аристократического праздника, из которого они были физически исключены. Моя цель будет состоять в демонстрации того, насколько тесно пьеса интегрирована в исторически обусловленный праздник высшего класса». Дата свадьбы была назначена на соединение Венеры и новолуния, весьма благоприятное время для зачатия наследника.

### Любовь

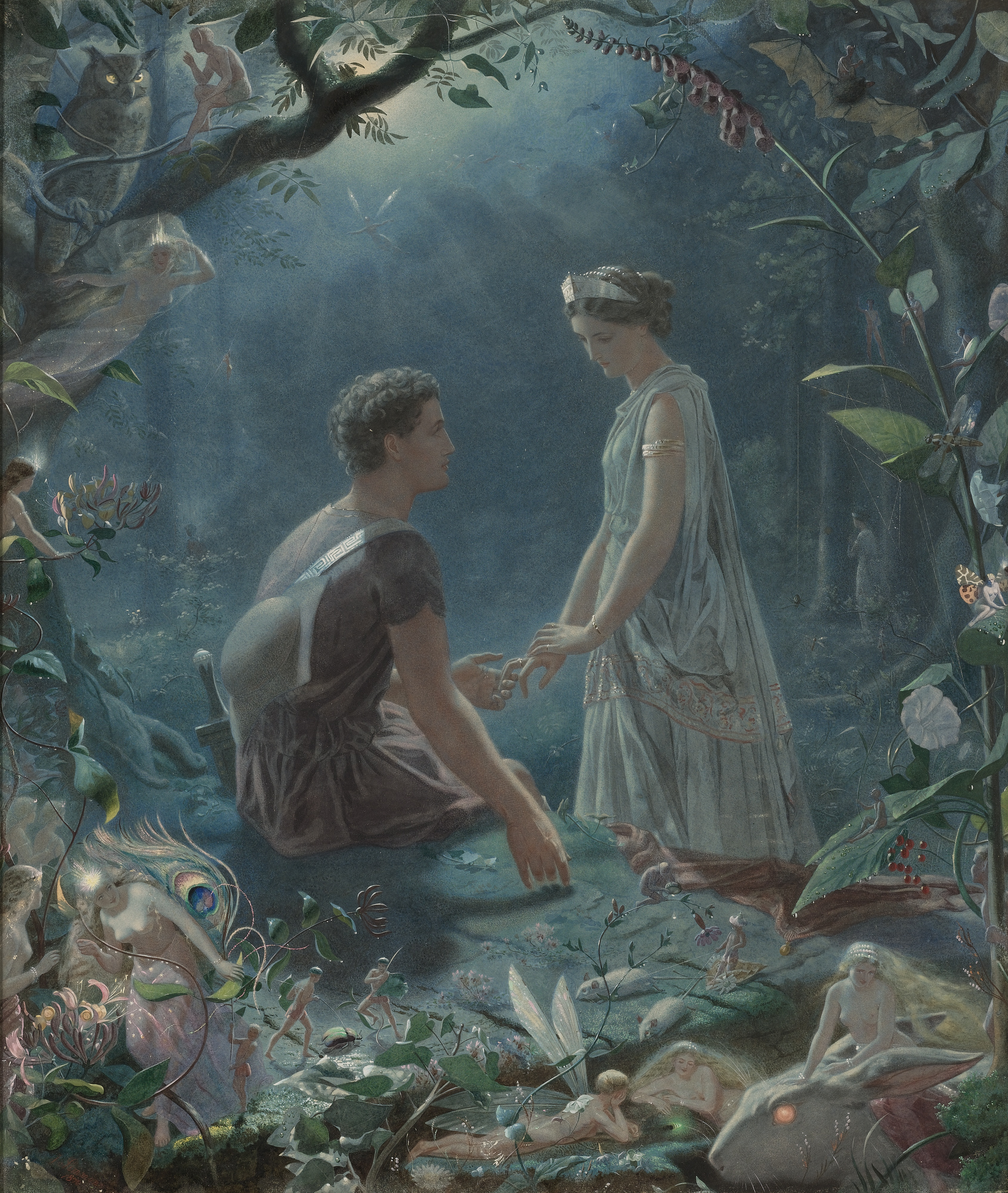
Гермия и Лизандр Джона Симмонса (1870 г.)

Дэвид Бевингтон утверждает, что пьеса представляет тёмную сторону любви. Он пишет, что феи легкомысленно относятся к любви, ошибаясь в любящих и нанося любовное зелье на глаза королевы Титании и заставляя её влюбиться в осла. В лесу обе пары сталкиваются с проблемами. Гермию и Лизандра  встречает Пак, составляющий в пьесе некоторое комическое облегчение и сбивая с толку 4-х влюблённых в лесу. Однако пьеса затрагивает и более серьёзные темы. В конце пьесы Ипполита и Тесей, счастливо женатые, смотрят пьесу о несчастных любовниках, Пираме и Фисбе, и они способны насладиться и посмеяться над ней. Елена и Деметрий не обращают внимания на тёмную сторону их любви, совершенно не подозревая о том, что может произойти из событий в лесу.

### Проблема времени
Существует спор насчёт сценария пьесы, поскольку Тесей сначала говорит, что «Четыре дня счастливых – новый месяц Нам приведут» (four happy days bring in another moon, I.1.2-3, пер. Т.Л. Щепкиной-Куперник). Затем эпизод с лесом происходит в ночь без Луны, однако Лизандр утверждает, что в эту самую ночь будет так много света, что они сбегут, так как роса на траве будет сиять, словно жидкие жемчужины. А в следующей сцене Пигва говорит, что они будут репетировать при лунном свете, что создаёт настоящую путаницу. Возможно, что Луна зашла ночью, что и позволило Лизандру сбежать в лунном свете, а актёрам репетировать, а эпизод с деревом произошёл без лунного света.

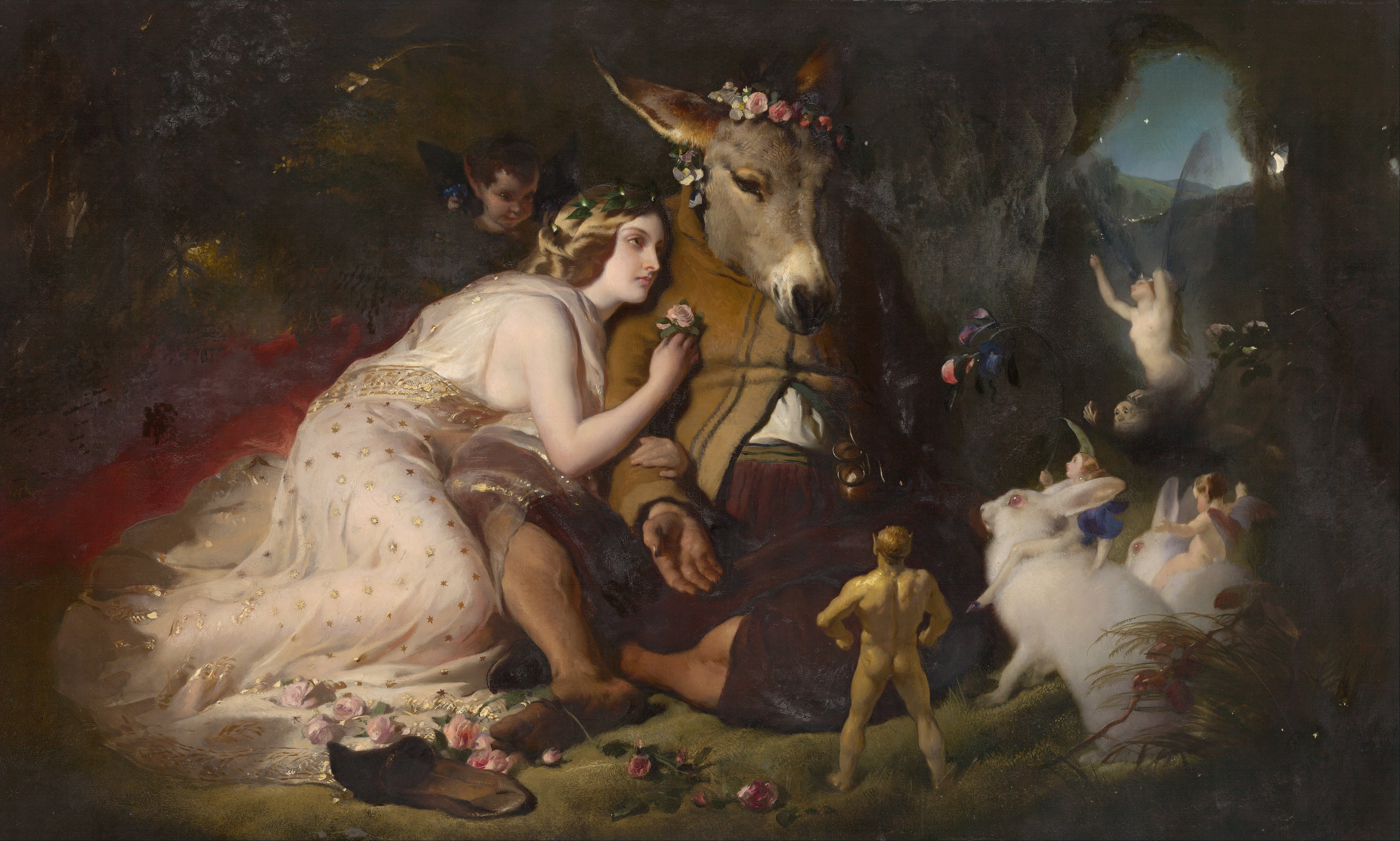
Эдвин Ландсир, Сцена из спектакля «Сон в летнюю ночь». Титания и Основа (1848)

Слова Тесея также можно толковать в смысле «четырёх дней до следующего месяца». Другая возможность – это то, что, поскольку в каждом месяце примерно 4 ночи подряд Луны не видно из-за её близости к Солнцу в небе (2 ночи до момента новолуния, и 2 ночи после), это может тем самым указывать на пограничный период «темноты луны», полный магических возможностей. Это подтверждается и начальными строками Ипполиты, восклицающими: «И полумесяц – лук из серебра, / Натянутый на небе, – озарит / Ночь нашей свадьбы!» (пер. Т.Л. Щепкиной-Куперник); тонкая луна в форме полумесяца – отличительная чертая возвращения новой луны на небо каждый месяц. Кроме того, в пьесе переплетается канун летнего солнцестояния из названия – с Первомаем, что усиливает представление о смешении времени и времён года. Об этом свидетельствует и комментарий Тесея о дремлющих юношах, что ими «закончены все майские обряды»

### Утрата индивидуальности
Морис Хант, заведующий кафедрой английского языка в Университете Бейлора, пишет о размытии тождества фантазии и реальности в пьесе, что и делает возможным «ту приятную наркотическую мечтательность, связанную с феями пьесы» (that pleasing, narcotic dreaminess associated with the fairies of the play). Подчёркивая эту тему даже в хронотопе пьесы, Шекспир подготавливает читателя к восприятию фантастической реальности сказочного мира и происходящего в нём. Это, по-видимому, ровно та ось, вокруг которой и происходят сюжетные конфликты пьесы. Хант предполагает, что именно разрушение индивидуальности и становится катализатором главного конфликта. Именно ссора Оберона и Титании, основанная на непризнании другого в отношениях, и движет остальной драмой в истории и делает опасным объединение других любовников из-за возмущения природы, вызванного спором фей. Точно так же эта неспособность идентифицировать и различать и побуждает Пака по ошибке принять одну группу влюблённых за другую, нанеся цветочный сок на глаза Лизандру, а не Деметрию.
Виктор Кирнан, литературовед марксистского толка и историк, пишет, что именно из-за любви и происходит эта утрата идентичности и что отдельные персонажи страдают соответственно этому: «Именно более экстравагантный культ любви иррационально поражает здравомыслящих людей и, вероятно, оказывает сомнительное воздействие на их помощников». Он утверждает, что идентичность в пьесе не столько утрачивается, сколько смешивается, создавая своего рода дымку, сквозь которую различить что-либо становится практически невозможно. Именно стремление к новым и более практичным связям между персонажами становится средством сопротивления странному миру леса, даже в столь разнообразных и, казалось бы, нереалистичных отношениях, как краткая любовь между Титанией и Основой: «Это была мощная сила социальной необходимости, придававшая энергию отношениям».
Историк эстетики Дэвид Маршалл развивает эту тему, отмечая, что утрата идентичности достигает полноты в описании механики и принятии иных индивидуальностей. Описывая занятия актёрской труппы, он пишет: «Двое строят или собирают, двое чинят и ремонтируют, один ткёт и один шьёт. Все соединяют разрозненное, или чинят разорванное, сломанное или расколотое». По мнению Маршалла, эта утрата индивидуальности не только размывает конкретности, но создаёт новые идентичности, обретаемые в общности, что, по замечанию Маршалла, может прояснять некоторые взгляды Шекспира на любовь и брак. Далее, механики осознают эту тему, берясь за отдельные части для совместной постановки Пирама и Фисбы. Маршалл замечает, что «быть актёром — значит удваивать и разделять себя, открывать себя в двух частях: и себя, и не себя, и часть, и не часть» (To be an actor is to double and divide oneself, to discover oneself in two parts: both oneself and not oneself, both the part and not the part). 

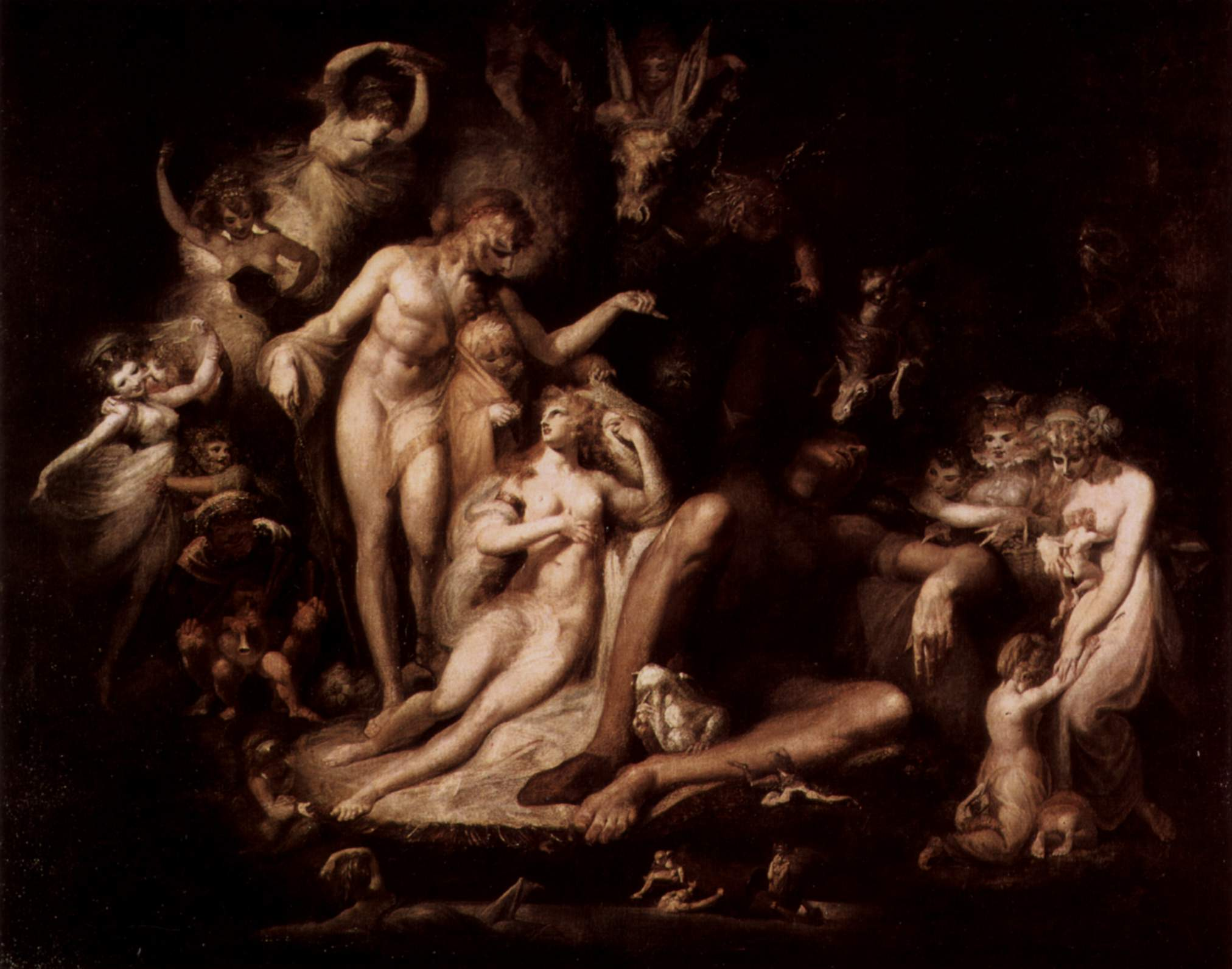
Пробуждение королевы фей Титании.

Он утверждает, что механики понимают это и что у каждого персонажа, особенно среди влюблённых, присутствует чувство установления индивидуальной идентичности ради большей пользы группы или пары. Кажется, что желание утраты своей индивидуальности и обретение идентичности в любви к другому — есть то, что незаметно движет событиями «Сна в летнюю ночь». Будучи первичным смыслом мотивации, это желание отражается даже в изображении декораций и в общем настроении повествования.

### Неоднозначная сексуальность
В эссе «Нелепые удовольствия: квир-теории и Сон в летнюю ночь» (Preposterous Pleasures: Queer Theories and A Midsummer Night's Dream) Дуглас Э. Грин исследует возможные интерпретации альтернативной сексуальности, которые он обнаруживает в тексте пьесы и сопоставляет с запрещёнными общественными нравами культуры того времени. Он пишет, что его эссе «не (стремится) переписать «Сон в летнюю ночь» в качестве гей-пьесы, но скорее исследует ряд её «гомоэротических смыслов... моменты «квирного» разрушения и взрыва в этой шекспировской комедии».
Грин не считает Шекспира «сексуальным радикалом» (a sexual radical), однако пьеса представляет «перевёрнутый мир» или «временный отпуск» (temporary holiday), который опосредует или высказывает «недовольство цивилизацией», которое, хотя и чётко разрешается в заключении рассказа, однако не разрешается столь же точно и в реальной жизни. Грин пишет, что «содомитские элементы», «гомоэротизм», «лесбиянство» и даже «принудительная гетеросексуальность» — первым намёком на которые может быть одержимость Оберона подменышем Титании; следует это рассматривать в контексте «культуры Англии раннего Нового времени» как комментарий к «эстетической жёсткости комической формы и политическим идеологиям преобладающего порядка». Аспекты неоднозначной сексуальности и гендерного конфликта в истории также рассматриваются в эссе Ширли Гарнер и Уильяма У.Е. Слайтса, несмотря на то, что всех персонажей играют мужчины .

### Феминистские прочтения

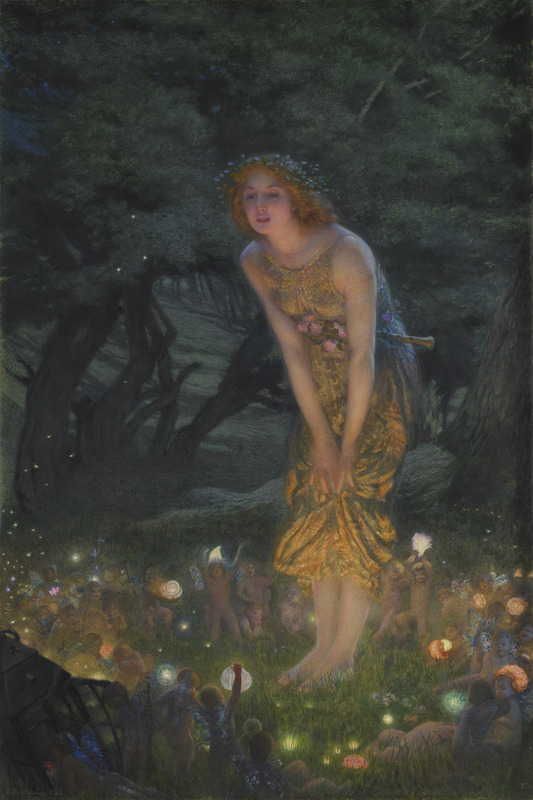
Канун летнего солнцестояния, Эдвард Роберт Хьюз ок. 1908 г.

Преобладание мужчин – один из тематических элементов пьесы. В «Сне в летнюю ночь» Лизандр и Гермия убегают в лес на ночь, где они больше не подпадают под законы Тесея или Эгея. По прибытии в Афины пары вступают в брак. Брак – высшее общественное достижение для женщины, тогда как мужчины могут совершать много других великих дел и завоёвывать общественное признание. В The Imperial Votaress Луи Монтроуз обращает внимание на мужские и женские гендерные роли и нормы, присутствующие в комедии елизаветинской культуры. В отношении тройной свадьбы он говорит: «Праздничное завершение «Сна в летнюю ночь» зависит от успеха процесса, посредством которого женская гордость и сила, проявленные в воинах-амазонках, матерях-собственницах, непослушных жёнах и своевольных дочерях, подчиняются контролю господ и мужей». Он говорит, что исполнение брака – это то, как власть над женщиной переходит из рук в руки от отца к мужу. Прослеживается связь между цветами и сексуальностью. Монтроуз считает, что сок, используемый Обероном, символизирует менструальную кровь, а также «сексуальную кровь, пролитую« девственницами». Если менструальная кровь представляет силу женщины, то кровь в результате первого сексуального контакта представляет собой власть мужчины над женщиной.
Однако в пьесе есть и моменты отсутствия патриархального контроля. В книге «Раскрытая власть» (Power on Display) Леонард Тенненхаус говорит, что проблема «Сна в летнюю ночь» — это проблема «авторитета, сделавшегося архаичным». Афинский закон, требующий смерти дочери, если она не выполнит воли своего отца, устарел. Тенненхаус противопоставляет патриархальное правление Тесея в Афинах – правлению Оберона в карнавальном мире фей. Беспорядок в стране фей полностью противоречит миру Афин. Он утверждает, что во время карнавалов и фестивалей мужская сила разрушается. Например, происходящее с 4 влюблёнными в лесу, а также сон Основы – это представление хаоса, контрастирующего с политическим порядком Тесея. Однако Тесей не наказывает влюбленных за непослушание. По словам Тенненхауса, прощением влюблённых он проводит различие между законом патриарха (Эгея) и законом монарха (Тесея), представляя два различных голоса власти. Это можно сравнить со временем Елизаветы I, когда монархи считались обладателями двух тел: телом физическим и телом политическим. Тенненхаус говорит, что преемственность Елизаветы сама по себе представляла как голос патриарха, так и голос монарха: (1) завещание её отца, в котором говорилось, что корона должна перейти к ней, и (2) тот факт, что она была дочерью короля.

## Критика

### Критическая история

#### XVII в.

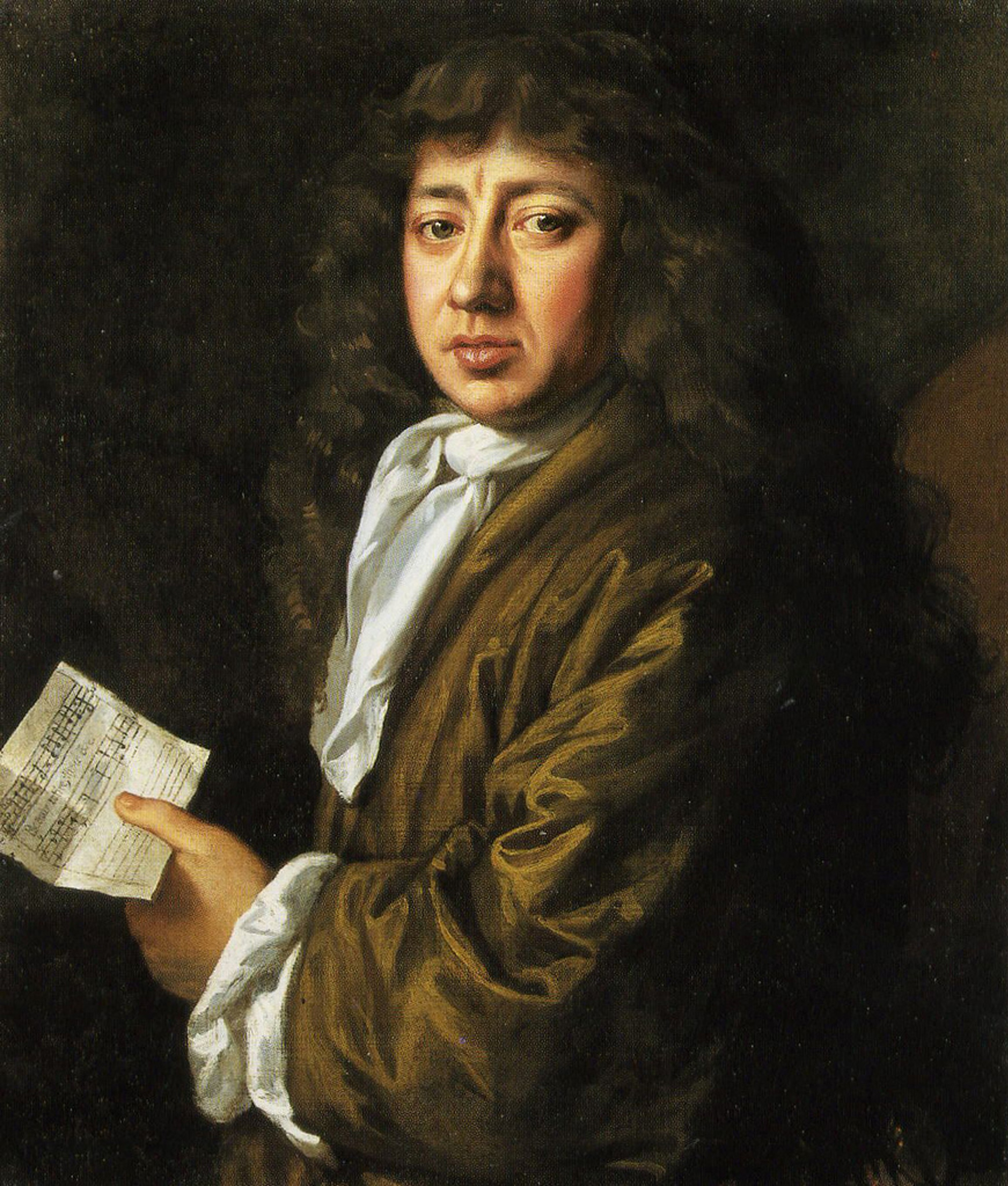
Сэмюэл Пипс написал самые старые из известных комментариев к пьесе.

Доротея Келер попыталась отследить критику произведения на протяжении веков. Самым ранним подобным критическим замечанием, которое она нашла, была запись 1662 г. в дневнике Сэмюэля Пипса. Он счёл эту пьесу «наиболее безвкусной и посмешной пьесой, которую я когда-либо видел в своей жизни». Однако он признал, что в ней было «несколько хороших танцев и пара красивых женщин, что доставило мне удовольствие».
Следующим известным критиком, прокомментировавшим пьесу, был Джон Драйден, написавший о ней в 1677 г. Его больше занимал вопрос, следует ли изображать фей в театральных постановках, раз они не существуют. Он пришёл к выводу, что поэтам должно быть разрешено изображать несуществующие вещи, которые происходят из народных верований. Это и феи, и пигмеи, и необычайные магические эффекты. Опираясь на это рассуждение, Драйден защищал достоинства 3-х фантастических пьес: «Сон в летнюю ночь», «Буря» и «Маска королев» Бена Джонсона.

#### XVIII в.
Чарльз Гилдон в начале XVIII в. рекомендовал пьесу за её прекрасные размышления, описания, сравнения и темы. Гилдон полагал, что Шекспир черпал вдохновение из произведений Овидия и Вергилия и что он мог читать их на оригинальной латыни, а не в более поздних переводах.
Уильям Дафф в 1770-е гг. тоже рекомендовал эту пьесу. Он чувствовал, что изображение сверхъестественного – одна из сильных сторон Шекспира. Он в особенности хвалил поэзию и остроумие фей, а также качество стихов. Его современник Фрэнсис Джентльмен, поклонник Шекспира, гораздо меньше ценил эту пьесу. Он чувствовал, что поэзия, характеристика и оригинальность пьесы – это её сильные стороны, однако главные недостатки – это «ребяческий» (puerile) сюжет и то, что она состоит из странной смеси происшествий. Связь происшествий друг с другом представилась Джентльмену натянутой.
Эдмон Малоун, шекспировед и критик конца XVIII в., нашел ещё один предполагаемый недостаток этой пьесы, отсутствие надлежащего декорума. Он обнаружил, что «более возвышенные персонажи» (афинские аристократы) подчиняются интересам стоящих ниже их. Другими словами, персонажи низшего класса играют более важную роль, чем высшие, и затмевают их. Он считал это серьёзной ошибкой писателя. Мэлоун считал, что эта пьеса является ранним и незрелым произведением Шекспира и, следовательно, писатель более позднего периода понимал все свои недостатки лучше. Главный аргумент Мэлоуна, видимо, происходит из классизма его эпохи. Он утверждает, что аристократы должны были получать больше внимания в повествовании и быть более важными, более выдающимися и лучшими, нежели низший класс.

#### XIX в.
По словам Келер, значительная критика в XIX в. началась в 1808 г. с Августа Вильгельма Шлегеля. Шлегель воспринял единство в многочисленных сюжетных линиях. Он отметил, что голова осла – не случайная трансформация, но отражение истинной природы Основы. История Пирама и Фисбы для него была пародией на афинских влюблённых. В 1817 г. Уильям Хэзлитт высказал мнение, что пьеса лучше в письменном виде, нежели в постановке. Он счёл произведение «восхитительным вымыслом», в постановке превращающимся в унылую пантомиму. Он пришёл к выводу, что поэзия и сцена несовместимы. Келер полагает, что этот комментарий скорее указывает на качество театральных постановок, доступных Хэзлитту, чем на точное указание мнимой сценической непригодности пьесы. Она отмечает, что до 1840-х гг. все постановки пьесы были адаптациями, не соответствовавшими исходному тексту.
В 1811–1812 гг. Сэмюэл Тейлор Кольридж раскритиковал эту пьесу по 2-м пунктам. Во-первых, всю пьесу следует считать сном. Во-вторых, что именно Елена виновна в «неблагодарном предательстве» Гермии. Он полагал, что это было отражением беспринципности женщин, более склонных следовать страстям и наклонностям, нежели мужчины. 

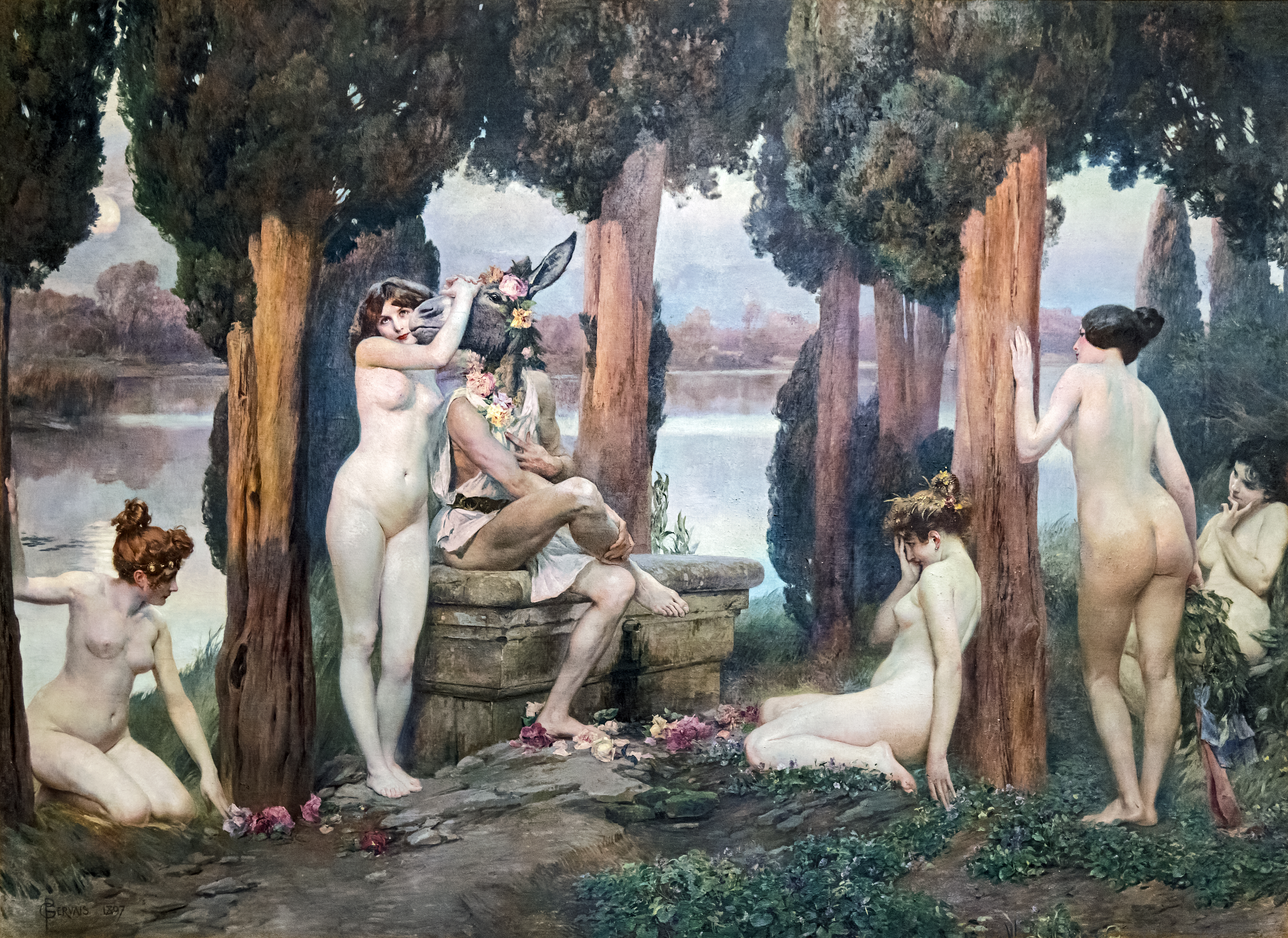
Уильям Маджинн считал Основу счастливчиком и был особенно удивлён тем, что тот обращается с Титанией, королевой фей, «так же небрежно, словно она девица с соседнего двора».

Женщины, по его мнению, испытывают меньше отвращения к нравственному злу, хотя и обеспокоены его внешними последствиями. Кольридж, вероятно, был первым критиком, привнёсшим проблемы гендера в анализ этой пьесы. Келер отвергает его взгляд на Елену, считая это свидетельством женоненавистничества Кольриджа, но не подлинным отражением персонажа Елены.
В 1837 г. Уильям Маджин сочинил эссе об этой пьесе. Он обратил внимание на речь Тесея про «сумасшедшего, любовника и поэта» и на реакцию Ипполиты на неё. Он считал, что Тесей – голос самого Шекспира в пьесе, а его речь – обращение к театральной публике. Он также считал Основу самым удачливым персонажем, которого Фортуна безмерно осыпала милостями. Его в особенности позабавило, как Основа реагирует на любовь королевы фей: он совершенно невозмутим. Маджинн утверждал, что «Тесей склонился бы в благоговейном трепете перед Титанией. Основа же обращается с ней так же небрежно, точно она девка с соседнего двора». Наконец, он полагал, что Оберон рассержен «капризами» своей королевы, однако не мог предвидеть, что её зачарованная влюблённость останется для ткача с ослиной головой.
В 1839 г. философ Герман Ульрици писал, что пьеса и изображение в ней человеческой жизни отражают взгляды платонизма. По его мнению, Шекспир подразумевал, что человеческая жизнь – лишь сон, имея в виду влияние Платона и его последователей, полагавших, что человеческая реальность внеположена по отношению к подлинному существованию. Ульрици отметил, что Тесей и Ипполита ведут себя здесь как обычные люди. Он соглашался с Мэлоуном в том, что это не соответствовало их жизненному положению, но рассматривал такое поведение ещё и как признак пародии на классовые различия.
Джеймс Холливелл-Филлипс в 1840-е гг. обнаружил, что в пьесе много несоответствий, однако считал её самой красивой поэтической драмой из когда-либо написанных.
В 1849 г. Чарльз Найт также написал о пьесе и о явном отсутствии надлежащей социальной стратификации в ней. Он утверждал, что пьеса указывает на зрелость Шекспира как драматурга и что её «тесейская гармония» (Thesean harmony) отражает надлежащий декорум персонажа. Он также считал Основу наиболее прорисованным персонажем в плане его уверенности в себе, авторитета и любви к себе. Он утверждал, что Основа выступает представителем всего человеческого рода. Как и Хэзлитт, Найт считал, что произведение легче всего оценить в текстовом виде, а не когда его играют на сцене. Он считает стиль Шекспира «тонким и эфирным» (subtle and aethereal), стоящим выше литературоведения и всех его редуктивных рассуждений.
Также в 1849 г. Георг Готфрид Гервинус много писал об этой пьесе. Он опроверг теорию того, что пьесу необходимо рассматривать как сон. Он утверждал, что это скорее этическая конструкция и аллегория. Он полагал, что это аллегорическое изображение заблуждений чувственной любви, уподоблённой сну. По его мнению, Гермии не хватает дочернего послушания, и она ведет себя бессовестно, убегая с Лизандром. Лизандр тоже виновен в неповиновении и насмешках над будущим тестем. Пираму и Фисбе тоже недостаёт сыновнего послушания, поскольку они «сватаются при лунном свете» за спиной родителей. Фей, по его мнению, следует рассматривать как «олицетворённых богинь сна». Они репрезентируют капризы поверхностной любви, и им не хватает интеллекта, чувства и этики.
Гервинус также писал о местоположении сказочной страны в пьесе. Не в Аттике, а в Индии. Келер кажется, что его взгляды на Индию находятся под влиянием ориентализма. Он говорит об Индии как стране, пропитанной благоуханием цветов и месте, где смертные живут в состоянии полудрёмы. Гервинус отрицает и обесценивает верность Титании своему другу. Он рассматривает эту мнимую дружбу основанной на псевдо-духовном общении. Титания просто «восхищается своей красотой, своей «плавающей походкой» и способностью подражать». Гервинус тоже считает Титанию безнравственным персонажем из-за того, что она не пытается примириться с мужем. В негодовании Титания ищет разлуки с ним, в чем её и обвиняет Гервинус.
Гервинус с элитарным пренебрежением писал о механике пьесы и об актёрских устремлениях. Он описывал их домашними существами с «жёсткими руками и толстыми головами». По его мнению, это невежественные люди, сочиняющие пьесы и играющие в них только ради денежного вознаграждения. Они не настоящие художники. Гервинус оставляет похвалу и уважение только Тесею, который, по его мнению, и представляет интеллектуального человека. Как и ряд его предшественников, Гервинус считал, что это произведение следует читать как текст, а не играть на сцене.

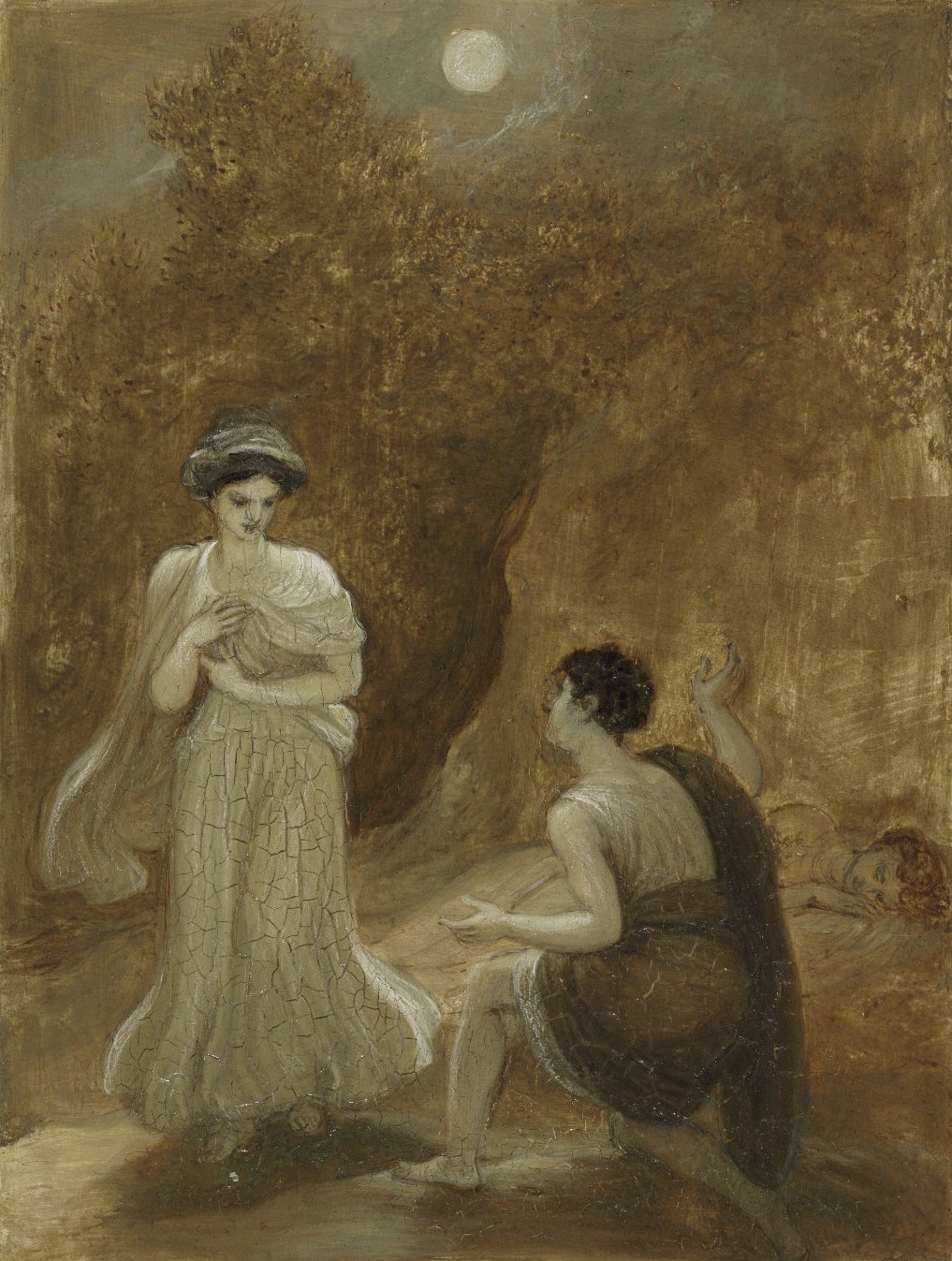
Георг Готфрид Гервинус считал Гермию лишённой дочерней почтительности и бессовестной из-за того, что она сбежала с Лизандром, который и сам не был образцом добродетели (здесь изображено ухаживание за Еленой).

## История постановок
После окончания эпохи английского Ренессанса и до 1840 года «Сон в летнюю ночь» ни разу не был поставлен полностью, существовав лишь в сильно упрощённых адаптациях. В 1692 году увидело свет музыкальное переложение пьесы авторства английского композитора Генри Пёрселла «Королева фей». Под впечатлением от музыки Пёрселла Бенджамин Бриттен написал оперу «Сон в летнюю ночь».
В 1840 году английская актриса Люсия Элизабет Вестрис, первая женщина-антрепренёр и режиссёр в Англии, поставила в Ковент-Гардене относительно полную версию «Сна», добавив, однако, в пьесу значительное количество музыкальных и балетных номеров. Сама Люсия исполнила роль Оберона, чем положила начало театральной традиции (просуществовавшей семьдесят лет), согласно которой роли Оберона и Пака исполняли женщины.

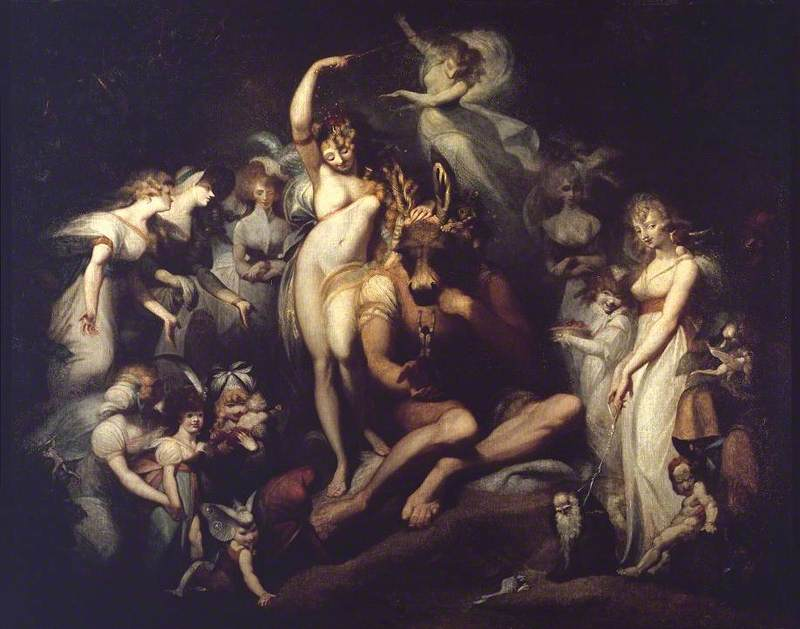
Титания и Основа, Генрих Фюсли (ок. 1790)

Музыкальное сопровождение к пьесе написал Феликс Мендельсон, в 1826 году (в то время ему было семнадцать лет) он написал Увертюру и поначалу не собирался дополнять её другими частями, но в 1841 году король Фридрих Вильгельм IV, который был в восторге от театральной музыки Мендельсона к трагедии «Антигона» Софокла, прозвучавшей в Новом дворце в Потсдаме, предложил композитору сочинить побольше произведений подобного жанра. Мендельсон принял заказ и в течение 1843 года дописал к увертюре ещё 10 частей (в том числе ставший впоследствии знаменитым «Свадебный марш»), превратив её, таким образом, в сюиту. Первое исполнение музыки к комедии состоялось 14 октября 1843 года в Потсдамском дворце. После этого музыка Мендельсона звучала почти во всех постановках «Сна» до конца XIX века. В 1890 году натурщица выдающихся викторианских художников и фотографов и драматическая актриса Дороти Дин выступила в театре «Глобус» в постановке «Сна в летнюю ночь» в роли Елены.
В начале двадцатого столетия публика начала высказывать недовольство излишне масштабным спектаклем. Тогда режиссёр-новатор Харли Гренвиль-Баркер предложил в 1914 году совершенно свежий взгляд на постановку пьесы: он сократил количество занятых в спектакле актёров и убрал музыку Мендельсона, заменив её народной музыкой эпохи королевы Елизаветы. Громоздкие декорации уступили место незатейливому набору узорчатых занавесов. Всё это помогло пьесе стать понятнее и доступней.
В 1970 году режиссёр Питер Брук решительно отмёл все театральные традиции «Сна» и поставил пьесу на пустой белой сцене. Он ввёл в пьесу акробатические номера на трапециях и первым предложил использовать для ролей Тесея/Оберона и Ипполиты/Титании одних и тех же актёров, показывая, таким образом, что мир фей и эльфов — всего лишь отражение мира людей.
В 1990 году английский писатель Нил Гейман опубликовал версию «Сна…» в виде комикса, иллюстрированную художником Чарльзом Вессом, в качестве одной серии в своём комикс-сериале «The Sandman». Эта работа стала первым и единственным комиксом, завоевавшим Всемирную премию Фэнтази (в 1991 году в номинации «Короткая форма»).
Существуют выдающиеся балеты на сюжет шекспировской пьесы, из которых наиболее популярны одноактный балет Фредерика Аштона «Сон» и двухактный — Дж. Баланчина, под названием «Сон в летнюю ночь», оба на музыку Мендельсона. Имеется ряд опер, в том числе опера Бенджамена Бриттена.

### Постановки в России
До революции:
Московская труппа императорских театров:
- 27 октября 1890 г. (в помещении Большого театра). Пер. С. А. Юрьева.
- 5 октября 1899 г., вторник (в помещении филиала Малого театра НОВЫЙ ТЕАТР). Пер. с англ. Н. М. Сатина. Музыка Ф. Мендельсона-Бартольди. Танцы поставлены М. П. Станиславской и В. Д. Тихомировым. Новые декорации И. Н. Феоктистова (5-е д.) и Ф. А. Лавдовского (2-е д.). Машины В. С. Хмелевского. Пост. реж. А. П. Ленского.

После революции:
- 1996 — Театр на Юго-Западе (Москва). Режиссёр: Валерий Белякович
- 1997 — Пензенский драматический театр. Режиссёр: Валерий Белякович
- 1998 — Новосибирский драматический театр «Красный факел». Режиссёр: Олег Рыбкин
- 2000 — Новочеркасский Казачий Театр им. В. Ф. Комиссаржевской. Режиссёр: Леонид Иванович Шатохин
- 2000 — Театра «Комедія». Режиссёр: Валерий Белякович
- 2004 — Театр им. К. С. Станиславского. Режиссёр: Владимир Мирзоев, художник Алла Коженкова
- 2004 — Театр им. А. С. Пушкина. Режиссёр: Нина Чусова
- 2004 — Театральный центр «На Страстном» (Москва). Режиссёр: Владимир Епифанцев
- 2005 — Саратовский театр кукол «Теремок». Режиссёр: Геннадий Шугуров
- 2007 — Театр им. В. Ф. Комиссаржевской (Петербург). Пост. — Александр Морфов, сценография — Тино Светозарев.
- 22 марта 2008 — Омский академический театр драмы. Постановка и сценография — Евгений Марчелли
- 11 апреля 2009 — Харьковский Драматический театр им. Т. Г. Шевченко.
- 19 марта 2010 — Сахалинский международный театральный центр имени А. П. Чехова (г. Южно-Сахалинск) Постановка — Франк Бертье (Франция)
- 26 марта 2010 — Алтайский краевой театр драмы имени В. М. Шукшина. Постановка — Роман Феодори.
- 25 ноября 2010 — Русский драматический театр им. А. С. Пушкина г. Якутск. Режиссёр-Постановщик — Роман Мархолиа (г. Москва), музыка — Николай Морозов
- 05 ноября 2011 — Московский театр «Рампа». Постановка — Любовь Павлова
- 05 марта 2012 — Драматический лицейский театр г. Омска
- июнь 2012 — 7 студия. Выпускной спектакль актёрского курса Школы-Студии МХАТ. Режиссёр К. С. Серебренников.
- 10 июня 2012 — Московский Академический Музыкальный Театр им. Станиславского и Немировича — Данченко
- 06 октября 2012 — ГМИИ им. А. С. Пушкина, КЮИ. Режиссёр Маргарита Быстрова.
- 27 октября 2012 — Русский драматический театр, (Чебоксары) режиссёр-постановщик — Владимир Красотин
- 13 апреля 2013г — Ивановский драматический театр, Сценическая редакция и постановка — Зураб НАНОБАШВИЛИ
- 19 мая 2013 — Театр «Шестое чувство» (Санкт-Петербург), режиссёр-постановщик — Евгения Венгер
- 25 октября 2013 — Санкт-Петербургский государственный музыкально-драматический театр «Буфф». Режиссёр-постановщик — н.а. России Исаак Штокбант
- 27 марта 2014 — Тольяттинский драматический театр «Колесо», режиссёр-постановщик: Карен Нерсисян
- 11 мая 2014 — Старшая студия «Тыква» при ТЮЗе «Дилижанс» (Тольятти), режиссёр: Леонид Дмитриев, сценография: Петр Зубарев
- 30 сентября 2014 — Центральный Академический Театр Российской Армии, режиссёр: з.а. России Андрей Бадулин
- 3 октября 2014 — Архангельский театр драмы имени М. В. Ломоносова, режиссёр-сценограф — Андрей Тимошенко
- 18 июня 2015 — Московский театр «Мастерская П. Фоменко», режиссёр: Иван Поповски
- 13 февраля 2016 — Музыкальный театр республики Карелия, режиссёр: Кирилл Симонов
- 23 декабря 2016 — «Комната Шекспира» — Санкт-Петербургский государственный академический театр им. Ленсовета. Режиссёр-постановщик — Юрий Бутусов
- 25 декабря 2016 — Народный драматический театр-студия «Артель» г. Москва, г. Щербинка, режиссёр: з.р. М. О. Ольга Огонькова
- 24 декабря 2017 — Новокузнецкий драматический театр, режиссёр: з.а. Елена Оленина
- 21 марта 2020 — Театр на Васильевском (Санкт-Петербург), режиссёр Руслан Нанава
- 24 февраля 2024 — Новосибирский городской драматический театр под руководством Сергея Афанасьева, режиссёр Регина Тощакова

### Экранизации
«Сон в летнюю ночь» был неоднократно экранизирован. В 1935 году Максом Райнхардтом и Уильямом Дитерле. Фильм 35-го года завоевал две премии «Оскар» в номинациях «Лучшая операторская работа» и «Лучший монтаж». В 1999 году Майкл Хоффман снял Сон в летнюю ночь по своему сценарию, в котором действие перенесено в Италию, в конец XIX века.
- Сон в летнюю ночь[англ.] (США), 1909, режиссёры Чарльз Кент, Джеймс Стюарт Блэктон
- Сон в летнюю ночь / Le songe d’une nuit d'été, Франция, 1909
- Сон в летнюю ночь, Италия, 1913 год
- Сон в летнюю ночь[нем.] , Германия, 1925, режиссёр Ханс Нойманн
- «Сон в летнюю ночь», США 1935, режиссёры Уильям Дитерле, Макс Рейнхардт
- «Пирам и Фисба» / Pyramus and Thisbe Великобритания, 1937
- «Сон в летнюю ночь» / A Midsummer Night’s Dream, Великобритания, 1946 (ТВ), режиссёр Роберт Аткинс
- Непокорившиеся рабству / Adoulotoi sklavoi, Греция, 1946, режиссёры Vion Papamihalis, Фрэнсис Уайт
- «Сон в летнюю ночь» / A Midsummer Night’s Dream, Великобритания, 1947 (ТВ), режиссёр И. Орр-Юинг
- «Сон в летнюю ночь» / A Midsummer Night’s Dream, Великобритания, 1950, 1951 (ТВ), режиссёр Джой Харрингтон
- «Сон в летнюю ночь» / Ein Sommernachtstraum, ФРГ, (ТВ), 1958, режиссёр Людвиг Бергер
- «Сон в летнюю ночь», Великобритания, 1958 (эпизод телесериала Театр воскресным вечером[англ.]), режиссёр Рудольф Картье[англ.])
- «Сон в летнюю ночь» (кукольный фильм, 1959), режиссёр Иржи Трнка, Чехословакия.
- «Сон в летнюю ночь» / A Midsummer Night’s Dream США (ТВ), 1959, режиссёр Питер Холл
- «Сон в летнюю ночь» / Kesäyön unelma Финляндия, 1962, режиссёр Юко Паавола[англ.]
- «Сон в летнюю ночь» / Een Midzomernachtsdroom, Нидерланды (ТВ) 1963, режиссёры Уолтер ван дер Кэмп[нидерл.], Хан Бенц ван ден Берг[нидерл.].
- «Сон в летнюю ночь» / A Midsummer Night’s Dream, Великобритания, 1964 (эпизод телесериала ITV Пьеса недели[англ.]), режиссёр Джоан Кемп-Уэлч[англ.]
- «Сон в летнюю ночь» / Ein Sommernachtstraum, ФРГ (ТВ) 1964, режиссёр Хайнц Хоаким Клейн
- «Сон в летнюю ночь» / El sueño de una noche de verano, Испания, 1964 (эпизод телесериала Gran teatro), режиссёр Хосе Луис Алонсо
- «Мистер Магу-Сон в летнюю ночь.» / Mr. Magoo’s A Midsummer Night’s Dream , США (ТВ) 1965 (эпизод анимационного телесериала Знаменитые приключения Мистера Магу[англ.]), режиссёр Эйб Левитов
- «Сон в летнюю ночь» / Ein Sommernachtstraum, ФРГ, (ТВ) 1965 год, режиссёр Уильям Дитерле
- «Сон в летнюю ночь», США, 1967 год, фильм-балет на музыку, режиссёры Джордж Баланчин, Дэн Эриксен Музыка Феликса Мендельсона
- «Сон» / The Dream Великобритания (ТВ), 1967 (фильм-балет на музыку Феликса Мендельсона), режиссёр Маргарет Дэйл[нидерл.], хореография Фредерика Аштона.
- «Сон в летнюю ночь)[англ.]» / A Midsummer Night’s Dream, Великобритания, США, 1968, режиссёр Питер Холл
- «Сон в летнюю ночь» / Ein Sommernachtstraum, ФРГ (ТВ), 1968 год, режиссёр Уильям Дитерле
- «Сон в летнюю ночь[фр.]» / Le songe d’une nuit d'été, Франция (ТВ) 1969, режиссёр Жан-Кристоф Эверти[фр.] В ролях: Клод Жад - Елена, Кристин Деларош - Гермия, Мишель Руль - Деметриус, DOminique Сериана - Лизандр Жан-Клод Друо - Оберон, Кристиан Минаццоли - Титания, Мишель Тюю - Пук...
- Сон вы летнюю ночь / Midzomernachtsdroom, Бельгия (ТВ) (1970), режиссёры Джет Нэссенс[нидерл.], Люк Филипс[нидерл.]
- Сон вы летнюю ночь / A Midsummer Night’s Dream, Великобритания (ТВ) (1971), режиссёр Джеймс Селлан Джонс[англ.]. Эпизод телесериала Пьеса месяца[англ.]
- Сон вы летнюю ночь / El sueño de una noche de verano (ТВ), Испания, 1972 (эпизод телесериала Студия 1[исп.]
- «Сон в летнюю ночь[чеш.]» Чехословакия (ТВ) 1973, режиссёр Иржи Белька[чеш.]
- «Сон в летнюю ночь» / Ein Sommernachtstraum, ГДР (ТВ) 1979, режиссёр Георг Миелке
- «Сон в летнюю ночь» / A Midsummer Night’s Dream Великобритания (ТВ) 1981, режиссёр Элайджа Мошински BBC Television Shakespeare[англ.]
- «Сон в летнюю ночь» / A Midsummer Night’s Dream Великобритания (ТВ) 1981, по одноимённой опере[англ.] Бенджамина Бриттена, режиссёр Дэйв Хезер. В ролях: Иляна Которубаш — Титания, Джеймс Боуман[англ.] — Оберон
- «Сон в летнюю ночь» / A Midsummer Night’s Dream, ЮАР (ТВ) 1982, режиссёр Кен Лич
- «Сон в летнюю ночь» / A Midsummer Night’s Dream (ТВ) США, 1982, режиссёр Эмиль Ардолино[англ.]. В ролях: Дайан Венора — Ипполита, Дебора Раш — Гермия, Кевин Конрой — Лисандер, Кристин Барански — Елена, Уильям Харт — Оберон
- Сон в летнюю ночь[англ.] / Sogno di una notte d'estate Италия, 1983, Мюзикл режиссёр Габриэле Сальваторес
- «Сон в летнюю ночь» / El somni d'una nit d'estiu (ТВ) Испания 1984(каталонский язык), режиссёр Хоан Бас
- «Сон в летнюю ночь» / Ein Sommernachtstraum, (ТВ) ГДР, 1984 режиссёр Томас Лангхофф[англ.]
- «Сон в летнюю ночь» / A Midsummer Night’s Dream, 1985 (ТВ), Великобритания, Испания, режиссёр Целестино Коронадо[англ.]
- «Мендельсон: Сон в летнюю ночь» (ТВ) (фильм-балет) США (1986) (эпизод телесериала Прямой эфир из Линкольн-центра[англ.], хореография Джорджа Баланчина. Оберон — Иб Андерсен[англ.]
- «Сон ночи...» / Sen noci... , Чехословакия, 1986, режиссёр Владимир Сис[чеш.]
- «Королева фей» / The fairy queen (La reine des fées), (ТВ), 1989 год, Франция (фильм-опера), композитор Генри Перселл, режиссёр Ивон Жеро
- Сон в летнюю ночь[швед.] / En midsommarnattsdröm, (ТВ), Швеция, 1990, режиссёры  Ева Бергман[чеш.], Энн-Си Лифмарк
- «Сон в летнюю ночь» / Un soño de verán, (ТВ) Испания 1992, на галисийском языке
- «Сон в летнюю ночь» — мультфильм (Россия-Великобритания, 1992), режиссёры Роберт Саакянц, Дэйв Эдвардс (сериал «Шекспир: Великие комедии и трагедии»)
- «Сон в летнюю ночь» / Kesäyön unelma, Финляндия (1994), режиссёр Велли-Матти Сайкконен[фин.]
- «Плохо встреченный в лунном свете» / Ill Met by Moonlight, (1994) США, режиссёр С. П. Сомтоу  (современная адаптация пьесы
- «Королева фей» / The fairy queen (1995), Великобритания, (фильм-опера),  композитор Генри Перселл, режиссёр Барри Гэвин[англ.]
- «Сон в летнюю ночь» / A Midsummer Night’s Dream Великобритания (ТВ) 1996, режиссёр Адриан Ноубл[англ.]
- «Сон в летнюю ночь» / A Midsummer Night's Dream, Великобритания, Италия, США, 1999 режиссёр Майкл Хоффман
- «Сон в летнюю ночь» / Midsummer, США, 1999, режиссёр Джеймс Кервин[англ.]
- «Сон в летнюю ночь» /  Sueño de una noche de verano, Испания, 1999, режиссёры Ма6нуэль Арман, Елена Пимента[исп.]. Эпизод телесериала Как велик театр / ¡Qué grande es el teatro!
- «Сон в летнюю ночь» / A Midsummer Night’s Dream Великобритания (ТВ) 1999 (фильм-балет), музыка Мендельсона, режиссёр Росс Макгиббон[англ.]. Хореография Баланчина
- A Midsummer Night's Cream, США, 2000, режиссёр Стюарт Кентербери (порнографическая версия пьесы)
- Детский сон в летнюю ночь / The Children's Midsummer Night's Dream, Великобритания 2001 год, режиссёр Кристин Эдзард[англ.] (все актёры фильма — дети)
- «Вирус любви» (фильм, 2001) США, режиссёр Томми О’Хейвер[англ.]Томми О’Хейвер) романтическая комедия по мотивам произведения Шекспира
- Ночная лихорадка в середине лета[англ.] / A Midsummer Night's Rave, 2002, США, режиссёр Джил Кэйтс мл.[англ.]
- Смена сезонов / The Seasons Alter, Великобритания 2002 год, режиссёр Роджер Ланн (короткометражный фильм)
- Шекспир на канале 4 кидз Сон в летнюю ночь / Shakespeare 4 Kidz: A Midsummer Night's Dream, Великобритания. 2003, режиссёр Джулиан Ченнери
- «Сон» с Американским балетным театром / The Dream' with American Ballet Theatre (фильм-балет) США, 2004, музыка Мендельсона, хореография Фредерика Аштона, режиссёр Мэттью Даймонд[англ.] эпизод телесериала Великие представления[англ.]
- Сон в летнюю ночь, Великобритания, 2005 режиссёр Эд Фрэйман[англ.], эпизод телевизионного цикла BBC  Шекспир на новый лад
- Сон в летнюю ночь / Stredoletní noci sen, Чехия, 2005, режиссёр Радек Тума
- Сон в летнюю ночь[исп.], мультфильм, Испания, Португалия, 2005, режиссёры Анхель де ла Крус[исп.], Маноло Гомес
- Сон в летнюю ночь, Франция, Испария, 2005, фильм-опера, музыка Бенджамина Бриттена, режиссёр Франсуа Рассиллон
- Сон Скруфи в летнюю ночь / Scruff in a Midsummer Night`s Dream, Испания, 2005, мультфильм, режиссёр Энтони Д’Окон[исп.] Эпизод сериала Скруффи[исп.]
- Сон в летнюю ночь / Sogno di una notte di mezza estate (фильм-балет на музыку Ф. Менедельсона. Хореография Баланчина Режиссёр Тина Протасони.Италия, 2007 Театр Ла Скала (Милан). В роли Титании Алессандла Ферри, в роли Оберона Роберто Болле
- Сон в летнюю ночь / A Midsummer Night's Dream, ТВ, Словения, режиссёры Марко Набершник[словен.], Вито Тауфер
- «Если бы весь мир был моим» / Were the World Mine, США, 2008 режиссёр Томас Густафсон
- Механики / Die Mekaniks, 2009, США, режиссёр Роуэн Брукс
- «Сон в летнюю ночь» / A Midsummer Night's Dream, 2009, ТВ, Великобритания, режиссёр Тим Кэрролл
- «Сон в летнюю ночь» / Manatsu no yo no yume, Япония, 2009, режиссёр  Юдзи Накаэ[англ.]
- «Королева фей» / The Fairy Queen, 2009, Япония, Франция, Великобритания, комедийный мюзикл на музыку Бриттена, Глайндбурнский оперный фестиваль, режиссёр Франсуа Рассиллон
- Сон в летнюю ночь / A Midsummer Night's Dream, США, 2010, режиссёр Бо Бергстром
- Приквел «Титании» (2010), США, режиссёр Лиза Сток. Современная адаптация пьесы.
- Одна летняя ночь / One Summer Night, 2011, США, режиссёр Шон Уилсон. Современная адаптация пьесы.
- Сон в летнюю ночь / A Midsummer Night's Dream , 2014 Великобритания. «Шекспировский «Глобус», режиссёр Доминик Дромгул
- Сон в летнюю ночь / A Midsummer Night's Dream , 2014, США, режиссёр Джули Теймор. В ролях: Хэрвуд — Оберон, Тина Бенко[исп.] — Титания
- Странные чары / Strange Magic , 2015, США, мультфильм, режиссёр Гэри Райдстром
- Сон в летнюю ночь / A Midsummer Night's Dream , 2015, Франция, фильм-опера на музыку Бенжамина Бриттена, режиссёр Роберт Пиццелли
- Сон в летнюю ночь / A Midsummer Night's Dream, 2016, Великобритания, Ливерпульский Everyman Theatre для детей. Режиссёры  Йен Расселл, Ниа Линн
- Сон в летнюю ночь[англ.] ?  A Midsummer night’s dream, Великобритания. Режиссёр Дэвид Керр[англ.]. Нонсо Анози — Оберон, Элинор Мацура — Ипполита
- Более странно, чем пправда / More Strange Than True, 2016, Великобритания, режиссёр  Бенджамин Райдер. Современная адаптация пьесы
- Карибский сон[англ.] 2017 год, Великобританияч, Барбадос Режиссёры  Шакира Борн Современная адаптация пьесы.
- Сон в летнюю ночь / San letnje noci, Сербия, 2017 репжиссёры Андреа Ада Лазич, Пьер Вальтер, Политц
- Сон в летнюю ночь / William Shakespeare's a Midsummer Night's Dream, США 2017 режиссёр Лоло Лорен
- Сон в летнюю ночь / A Midsummer Night’s Dream, США, режиссёр Ричард Гриффин
- Сон в летнюю ночь / A Midsummer Night’s Dream, США, 2017, режиссёр Каси Мотт
- Сон в летнюю ночь / A Midsummer Night’s Dream, франция, фильм-балет На музыку Ф. Мендельсона, Хореография Баланчина,   Opera national de Paris, режиссёр Венсан Батайон
- Ночной кошмар в середине лета[англ.], США, 2017, режиссёр Гэри Фледер[англ.]
- Сон в летнюю ночь / A Midsummer Night's Dream , Национальный театр в прямом эфире, Великобритания, 2019 режиссёры Николас Хайтнер,  Росс Макгиббон[англ.]
- «Сон в летнюю ночь» / A Midsummer Night’s Dream, по одноимённой опере Сон в летнюю ночь (опера)[англ.] Бенджамина Бриттена, Франция, опера Монпелье 2019, режиссёр Пьер Бушон
- «Сон в летнюю ночь» / A Midsummer Night’s Dream, по одноимённой опере Сон в летнюю ночь (опера)[англ.] Бенджамина Бриттена, Израиль, Израильская опера, режиссёры Элизабет Кулинер, Йоэль Кулинер
- Поток в летнюю ночь / A Midsummer Night's Dream, Великобритания, режиссёр Сид Феникс. Современная адаптация
- Сон в летнюю ночь / A Midsummer Night's Dream, Великобритания, режиссёр Гэвин Ли

### В астрономии
В честь героев комедии Шекспира названы спутники Урана Титания, Оберон и Пак, первые два из которых были открыты в 1787 году, а последний — в 1985 году, а также астероиды (593) Титания и (685) Гермия, открытые в 1906 и 1909 годах, соответственно.

### В изобразительном искусстве
- Серия картин Ричарда Дадда: «Спящая Титания» (1841), «Пак» (1841), «Спор Оберона и Титании»…
- Картина Джозефа Ноэля Патона «Ссора Оберона и Титании» (1849);
- Викторианская сказочная живопись избрала сюжеты из пьесы в качестве основы для своего существования.
- Серия картин и акварелей Джона Симмонса: «Титания», «Сон Титании в лунную ночь под защитой фей», «Сцена из „Сна в летнюю ночь“» (1873)…
- Иллюстрации Томаса Майбанка к пьесе Шекспира.

### В музыке
- «Hand in Hand with Fairy Grace» Бенджамина Кука (Benjamin Cooke; 1777)[39]
- Музыка к пьесе «Сон в летнюю ночь» Ф. Мендельсона (1843)
- Опера «Сон в летнюю ночь» Б. Бриттена (премьера 1960)

### Аллюзии
- «Сон в летний день» — пьеса Джона Бойнтон Пристли.
- «Комедия секса в летнюю ночь» — фильм Вуди Аллена.
- «Дамы и господа» - роман Т. Пратчетта, пересказывающий пьесу в фэнтезийном ключе.